# キール 6000
キール 6000（KIEL 6000）は、アメリカ合衆国、カリフォルニア州デイビスにあるテクニップFMC傘下のシリング・ロボティクスが開発し、ドイツのヘルムホルツ海洋研究センター・キール（GEOMAR、旧：ライプニッツ熱帯海洋生態系センター）が所有・運用する遠隔操作型無人探査機（ROV）。

## 概要
キール 6000は、最大潜航深度6,000 m（19,685 ft）までの各種作業用に設計されており、全海洋の9割に到達可能である。電気推進式であり、一次、二次ケーブル合わせ全長9,200 mのアンビリカルケーブルを介し母船と接続される。また、適切な設備が設置され、運用機材を搭載することによって各種船舶での運用も可能である。
ドイツのエクセレンス・イニシアティブに基づきドイツの国立大学や研究所などが参画するプログラム「フューチャー・オーシャン」のような学術的研究や、海洋観測所の設置やメンテナンスに用いられている。